# Beijing Hotel

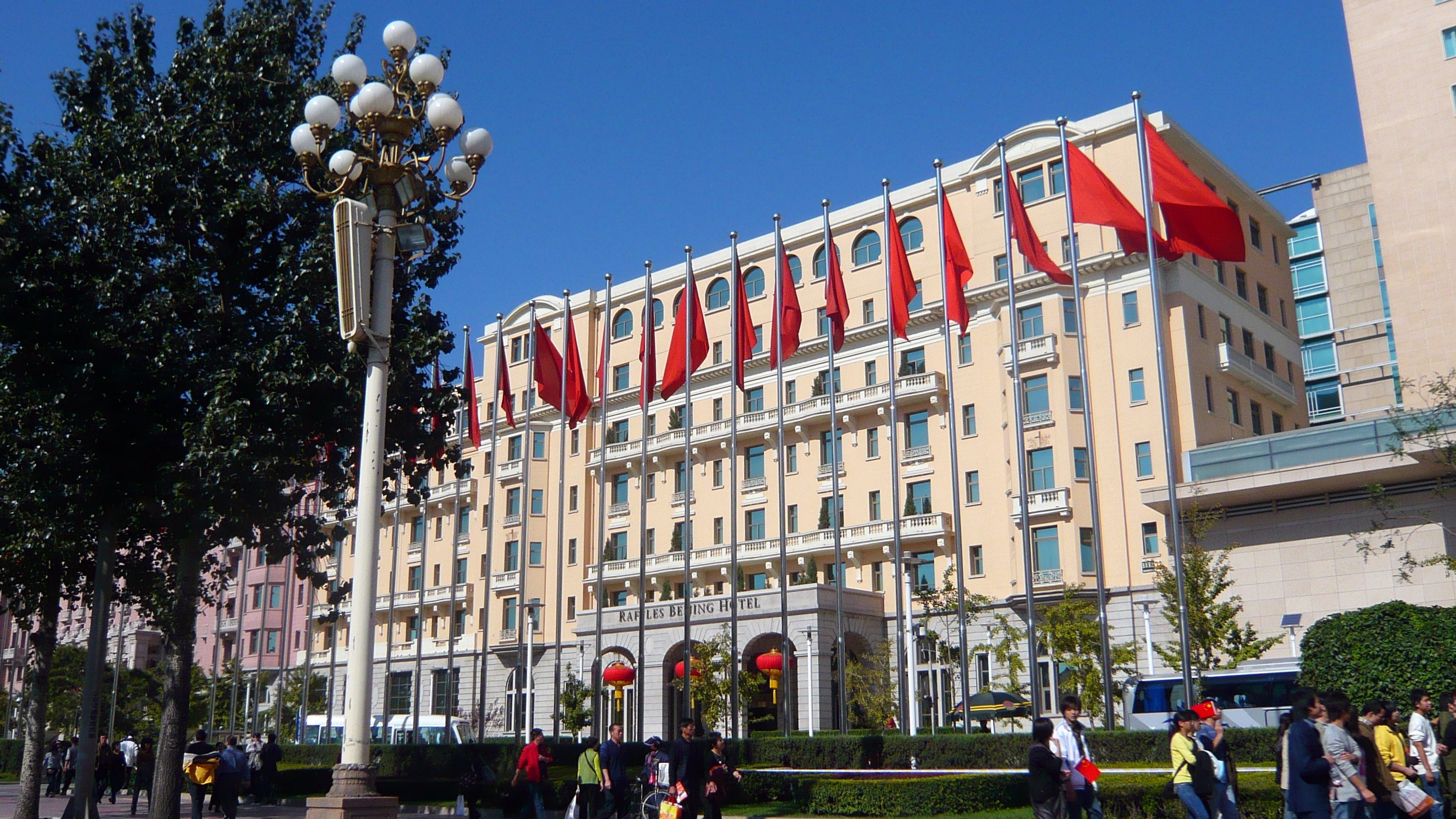
Raffles Beijing Hotel, Beijing Hotels Block B, byggt 1917

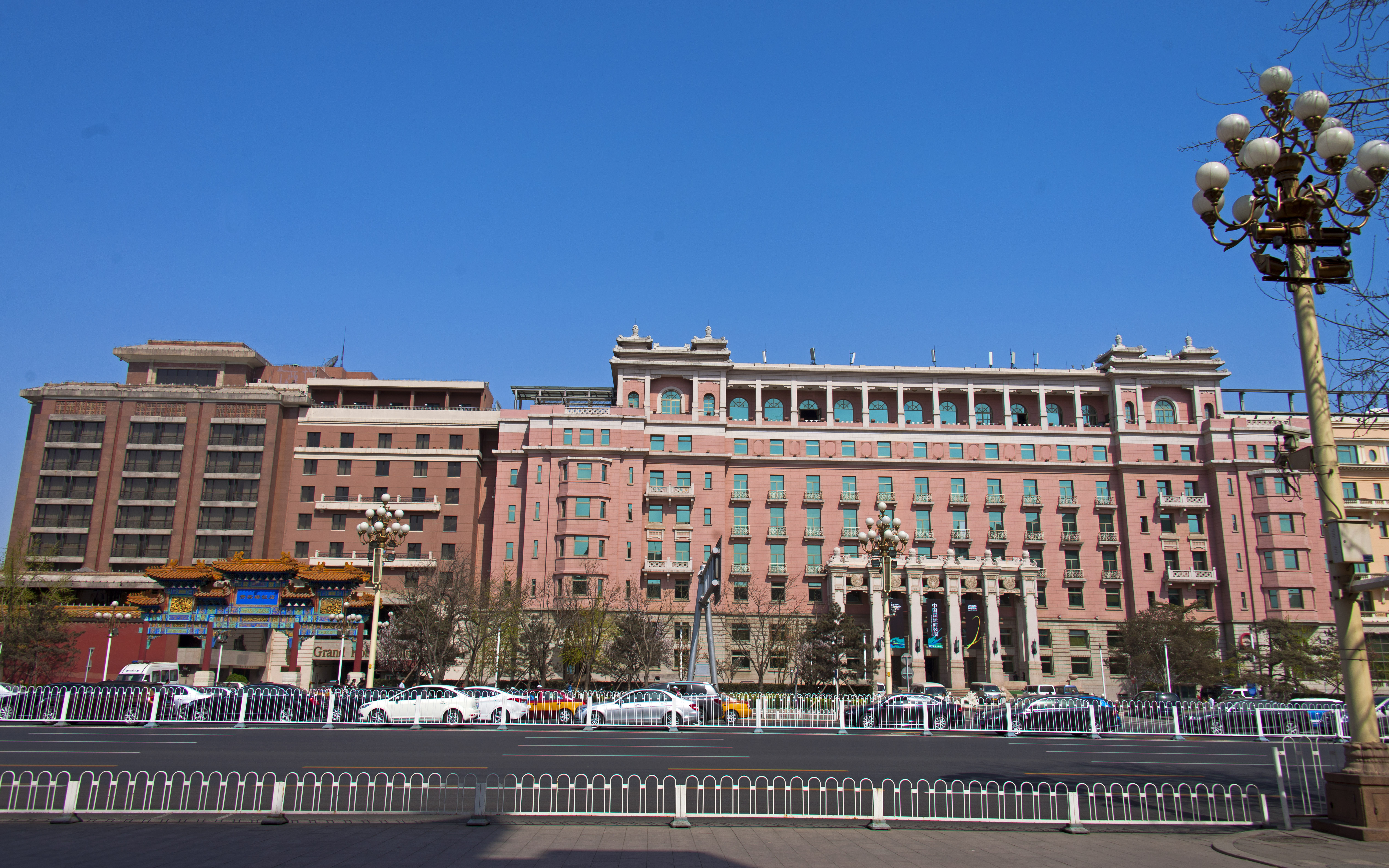
Block C, nu Grand Hotel Beijing, byggt 1954

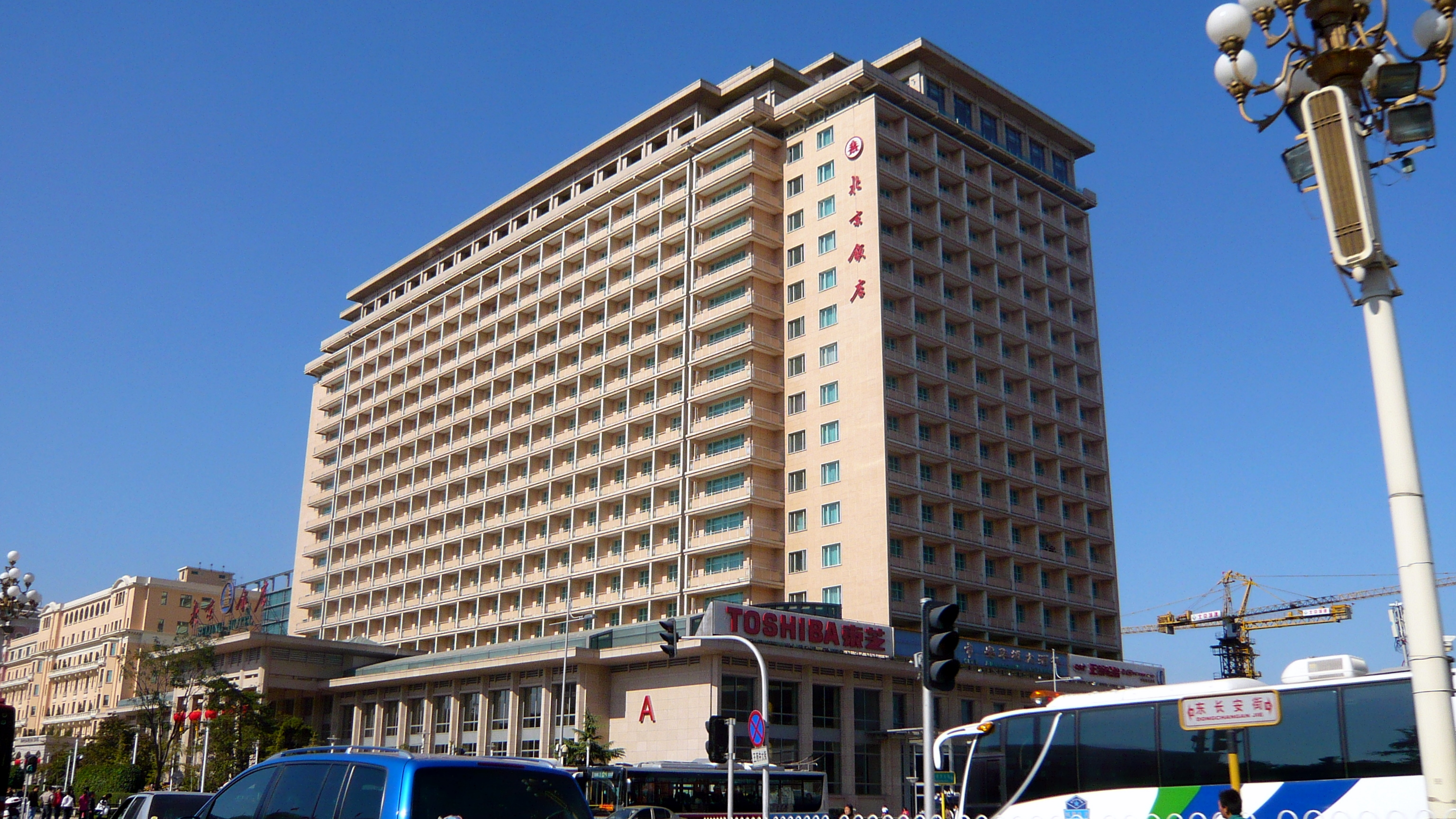
Beijing Hotel, Block D, byggt 1974

Beijing Hotel (mandarin: 北京饭店, Běijīng Fàndiàn) är ett hotell i distriktet Dongcheng i  Peking i Kina, på södra änden av Wangfujinggatan, i hörnet mot Östra Chang'anavenyn, 1,5 kilometer från Pekings järnvägsstation och med utsikt mot Förbjudna staden och del av Himmelska fridens torg.

## Historik
Hotellets första del, då under namnet Grand Hôtel de Pékin, en femvåningbyggnad i röd tegelsten, invigdes 1915, och en andra byggnad, idag benämnd Block B, färdigställdes 1917. År 1937 togs hotellet över av japansk militär och senare av regeringen.
En ny byggnad väster om 1917 års hotell tillkom 1954, idag benämnd Block C. Den ursprungliga byggnaden revs för att uppföra höghuset Block D 1974 och Block E uppfördes 2001.
Hotellkomplexet drivs idag som tre separata hotell: Raffles Beijing Hotel, Grand Hotel Beijing och Beijing Hotel.

## Massakern på Himmelska fridens torg
Många utländska journalister var baserade på hotellet under våren 1989 och det var från hotellet som Associated Press-fotografen Jeff Widener tog den berömda bilden av "den okände rebellen" den 5 juni 1989, dagen efter Massakern på Himmelska fridens torg. Enligt författaren Zhang Boli fördes de sista förhandlingarna mellan regeringen och studenterna på hotellet den 30 maj 1989, utan att något resultat uppnåddes.